# 155 mm haubica mle 1917 Schneider
Canon de 155 C mle 1917 Schneider – francuska haubica polowa kalibru 155 mm skonstruowana w czasie I wojny światowej, używana masowo także podczas II wojny światowej. Standardowa ciężka haubica m.in. Wojska Polskiego w okresie międzywojennym.
Haubica mle 1917 została zaprojektowana w roku 1917 jako ulepszona wersja haubicy wz. 1909 kal. 152 mm. Było to działo tak skuteczne i nowoczesne, że wykorzystywane było przez armię francuską aż do 1940 roku. Ponadto wyeksportowano je do wielu państw, a w Stanach Zjednoczonych i Polsce podjęto produkcję licencyjną. W Finlandii niektóre odmiany haubicy mle 1917 pozostały w użyciu aż do lat 80. XX wieku.

## Historia
Na przełomie XIX i XX wieku armia francuska nie przykładała dużej uwagi do broni stromotorowej. Ważnym działem na jej wyposażeniu była za to udana armata polowa mle 1897 kal. 75 mm. Aby dostosować ją do zwalczania umocnień stałych i polowych wykorzystywano wynalazek mjr. Malandrina. Był to pierścień, który załoga mocowała na pocisku 75 mm, dzięki czemu krzywizna lotu pocisku ulegała zwiększeniu. Ten wynalazek spowodował istotnie opóźnienia w pracach nad konstrukcjami nowych typów haubic.
Na początku XX wieku w Zakładach Schneider (obecnie Schneider Electric) na zamówienie armii rosyjskiej powstał projekt haubicy kal. 152 mm. Produkcja tych haubic odbywała się w Rosji, w Zakładach Putiłowskich. W podobnym czasie w zakładach FAMH w Saint-Chamond opracowano inny projekt ciężkiej haubicy kal. 150 mm, na zamówienie rządu Meksyku. Prezentacja nowego działa odbyła się w roku 1911, lecz ostatecznie Meksykanie nie zdecydowali się na zamówienie haubic. Ten sam projekt w roku 1913 zaprezentowano rządowi francuskiemu, jednakże i tutaj początkowo nie wykazano zainteresowania. Uważano, że znajdująca się już na wyposażeniu armii francuskiej haubica mle 1904 kal. 155 mm budowana z myślą o walce manewrowej, jest działem bardziej odpowiednim.
Po wybuchu I wojny światowej, po drugiej bitwie pod Artois w roku 1915 francuskie dowództwo zdało sobie sprawę, że haubice mle 1904 nie posiadają odpowiedniej szybkostrzelności, problemem był też niewystarczający zasięg. Wobec tego w czerwcu 1915 roku zamówiono 400 egzemplarzy haubic mle 1915. Konstrukcyjnie haubica mle 1915 oparta była na proponowanej wcześniej Meksykowi haubicy kal. 150 mm. Z powodu opóźnień produkcyjnych haubice mel 1915 trafiły do wojska dopiero jesienią 1916 roku. Po zrealizowaniu zamówienia 400 egzemplarzy produkcję haubice mle 1915 zakończono. Stwierdzono, że działo to nie jest dostatecznie dobre, aby całkowicie zastąpić haubice mle 1904. Jedną z wad haubicy mle 1915 było stosowanie w niej amunicji z miedzianymi łuskami.
Wobec tego rozpoczęto prace nad nową haubicą. Firma Schneider przeprojektowała swoją haubicę wz. 1909 kal. 152 mm, dostosowując ją m.in. do francuskiej amunicji kal. 155 mm. Projekt ten został zaakceptowany przez armię francuską i nową haubicę przyjęto na jej wyposażenie pod oznaczeniem Canon de 155 C, mle 1917 Schneider. Produkcja nowego działa ruszyła w roku 1917 i do końca I wojny światowej powstało 3035 sztuk.
Poza Francją haubice mle 1917 trafiły na wyposażenie: Argentyny, Belgii, Brazylii, Finlandii, Grecji, Hiszpanii, Jugosławii, Niemiec, Polski, Rosji, Rumunii, Serbii, Stanów Zjednoczonych i Włoch. Ponadto w Polsce i Stanach Zjednoczonych prowadzono produkcję licencyjną.
Działo to okazało się na tyle nowoczesne i skuteczne, że nie wycofano go z użycia długo po zakończeniu I wojny światowej. Przykładowo w Finlandii niektóre odmiany haubicy mle 1917 wykorzystywano aż do lat 80. XX wieku.

## Opis techniczny

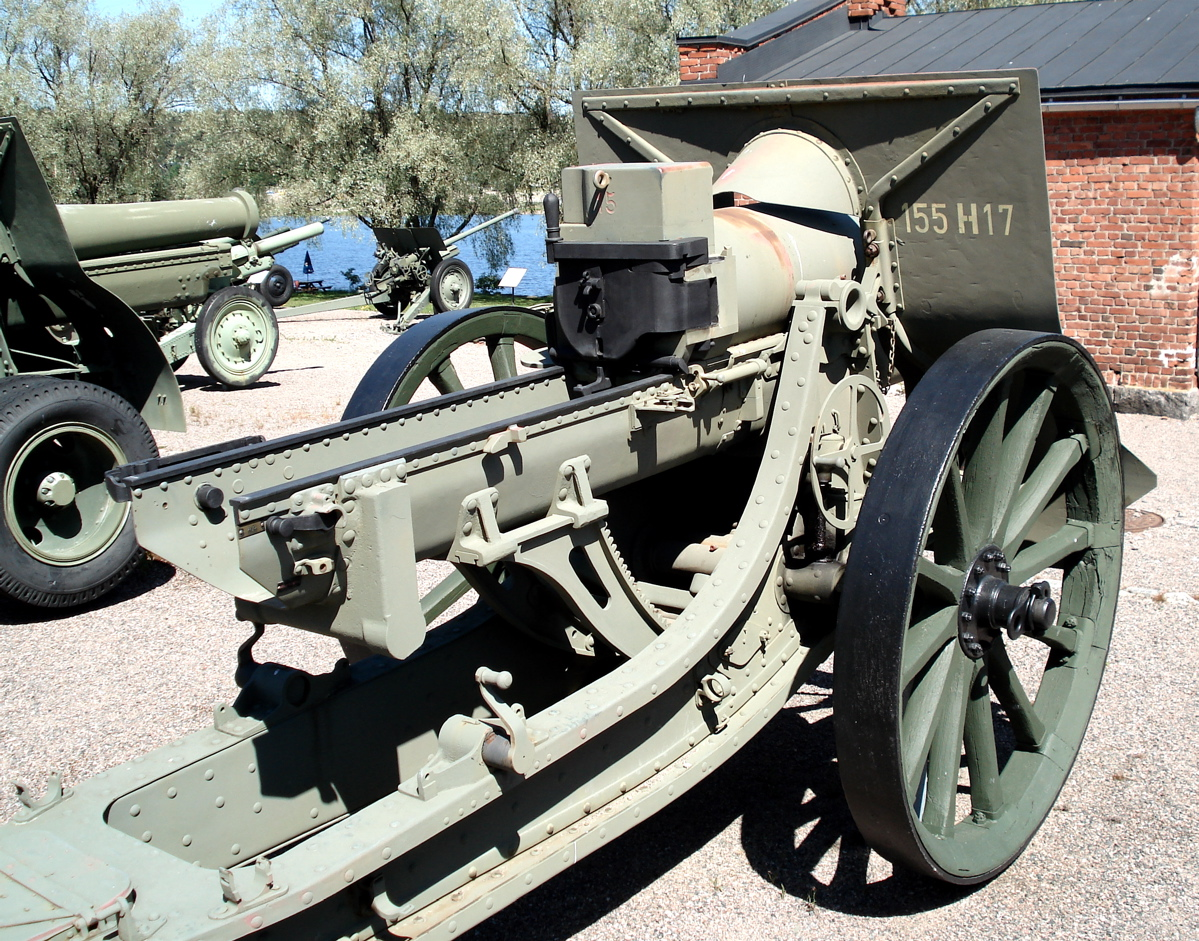
Haubica mle 1917 w położeniu bojowym od „tyłu”

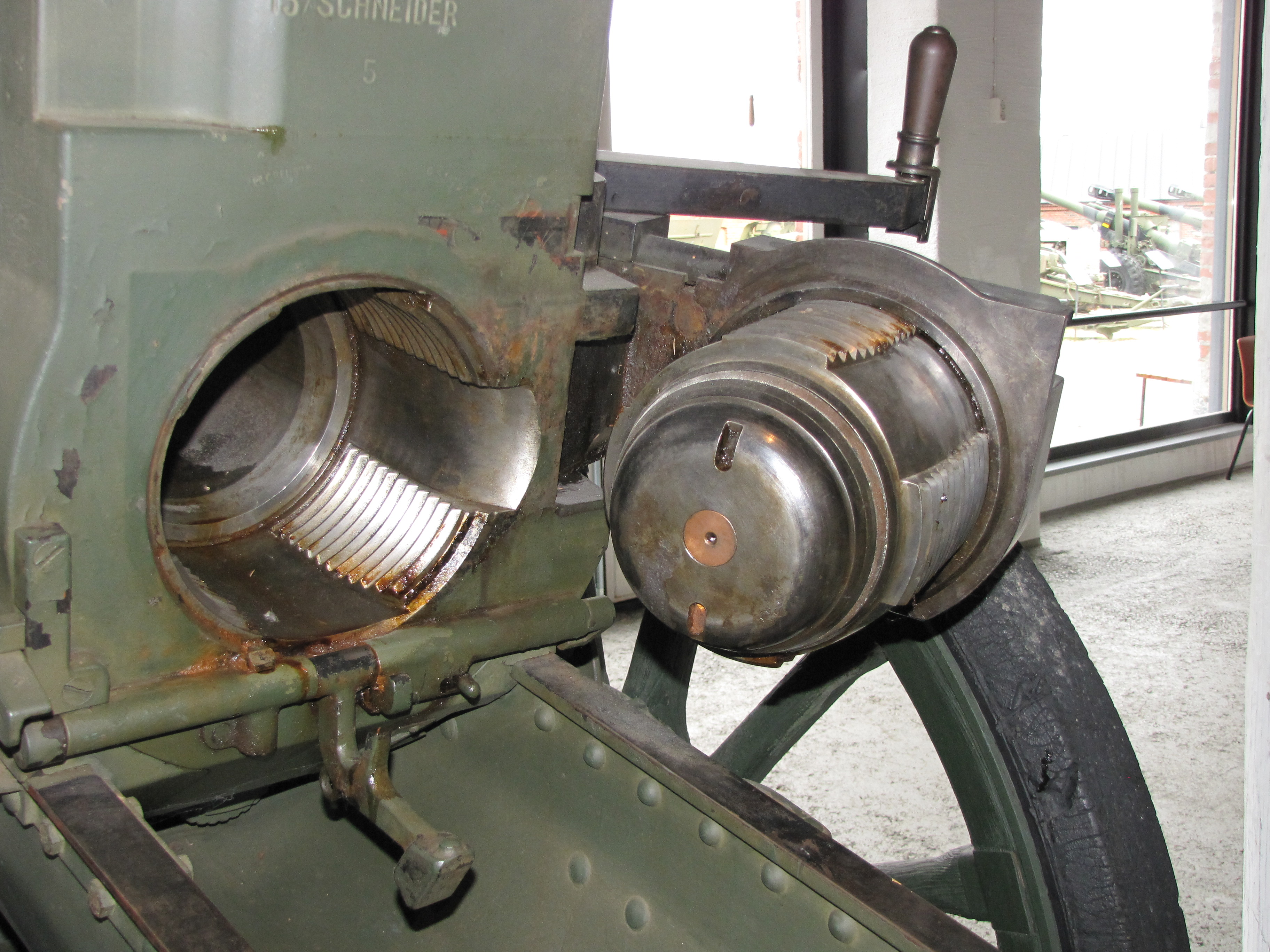
Zamek śrubowy haubicy mle 1917

Haubica polowa mle 1917 była działem kalibru 155 mm o długim odrzucie lufy. Przeznaczona była do prowadzenia ognia zagłębiającego. Jej maksymalna donośność wynosiła 11 200 m (przy użyciu ładunku 00 i granatu stalosurówkowego), zaś praktyczna ok. 8000 m. Prędkość początkowa pocisku wynosiła 450 m/s, zaś wysokość linii ognia – 1430 mm. Pionowe pole ostrzału wynosiło od 0° do +42°. Masa działa odprzodkowanego była równa 3300 kg, zaś masa przodka z dyszlem – 420 kg.
Lufa umieszczona była na sankach, w których zainstalowany był także opornik hydrauliczny oraz powrotnik pneumatyczny. Podczas odrzutu i powrotu lufa ślizgała się po wodzidłach kołyski. Kołyskę umieszczano w łożu, zaś jej tylna część została połączona z mechanizmem podniesieniowym za pomocą łuków zębatych. Kołyskę oraz łoże działa wykonano z blachy stalowej. W łożu znajdowało się m.in. pudło mechanizmu podniesieniowego, mocowanie wyciora, mechanizm kierunkowy, obsada kołyski, drążek celowniczy, lemiesz stały i ruchomy oraz płyta oporowa ogona. Do łoża przymocowana była 1881 milimetrowa oś z dwoma kołami. Średnica kół wynosiła 1330 mm.
Lufa składała się z rury rdzeniowej, obsady i przeciwwagi. Długość lufy wynosiła 2332 mm (15 kalibrów), posiadała 48 gwintów. Rura rdzeniowa składała się z komory zamkowej, leża przyrządu uszczelniającego, komory ładunkowej, stożka przejściowego oraz części gwintowanej o długości 1737 mm.
Haubica mle 1917 miała zamek śrubowy, zawiasowy składający się z trzonu w kształcie walca, ramy z korbą, zębnicy i rygla zębnicy, przyrządu uszczelniającego, zasuwy zapałowej oraz przyrządu kurkowego.
Haubicę wyposażono w oporopowrotnik składający się opornika i powrotnika. Opornik służył do hamowania odrzutu i łagodzenia powrotu. Składał się z cylindra, tłoczyska z tłokiem i wrzeciona. Powrotnik służył do dosyłania lufy po strzale do położenia pierwotnego. Częściowo brał też udział w hamowaniu odrzutu. Powrotnik składał się z cylindra, tłoczyska i dwóch zbiorników. Tłoczyska opornika i powrotnika połączono ze sobą za pomocą wiązania.
Obsługę chroniła tarcza ochronna wykonana z blachy stalowej, wzmocnionej listwami. Przytwierdzono ją do łoża za pomocą wsporników. Ponadto tarcza ochronna miała wycięcie dla lufy i kołyski oraz okienko do celowania.
Celowanie odbywało się za pomocą przyrządów celowniczych, w skład których wchodził kątomierz przeziernikowy oraz kątomierz panoramowy z przedłużnicą. Przy celowaniu łoże można było przesuwać po osi kół za pomocą mechanizmu kierunkowego, bądź za pomocą drążka celowniczego i uchwytów gumowych.
Działo w położeniu marszowym miało cofniętą lufę, kołyska była połączona ryglem z łożem, zaś zaczep ogona łoża był zaczepiany o sworzeń przodka. W położeniu bojowym natomiast lufa była wysunięta do strzału, zaś lemiesz zaparty o ziemię.

### Amunicja
Nabój haubicy mle 1917 składał się z kilku elementów:
- pocisku,
- zapalnika,
- ładunku prochowego w woreczku,
- zapłonnika.

Do haubic mle 1917 używano dwóch rodzajów pocisków: szrapneli oraz granatów. Szrapnel (z zapalnikiem) miał masę 40,59 kg. Zawierał ładunek prochowy przedni z 450 g prochu czarnego, pozostałą część ładunku wewnętrznego stanowiło 270 kulek ołowianych o masie 25 g każda. Kulki umieszczone były w skorupie zalane kalafonią, woskiem lub innym materiałem smolistym. W szrapnel na stałe wkręcony był zapalnik o działaniu podwójnym. Głowice szrapneli malowano na kolor czerwony, zaś pozostałą część na czarno.
Granat stalowy miał masę 42,7 kg (bez zapalnika). W jednolitej skorupie umieszczano ładunek wybuchowy o masie 10,2 kg. Jako materiał wybuchowy używano nitrozwiązków prawdziwych (np. melinit) lub nitrozwiązków z domieszką azotanów (np. sznajderyt). W oko granatu wkręcano wkrętkę głowicową z pochwą zawierającą pobudzacz, którym był sproszkowany melinit. Następnie okno granatu zamykano korkiem chroniącym przed zanieczyszczeniem i wilgocią. Jeżeli ładunek granatu stanowił nitrozwiązek właściwy malowano je na żółto, natomiast w przypadku zastosowania ładunku z nitrozwiązku z domieszką azotanów głowicę malowano na kolor żółty, zaś tułów na czerwono.
Granat stalosurówkowy miał średnią masę 43,5 kg. Jego jednolita skorupa mieściła ładunek wybuchowy o masie 4,5 kg. Jeżeli był to nitrozwiązek właściwy, głowicę granatu malowano na żółto-czerwono, zaś tułów na czarno.
Ładunek prochowy umieszczony był w woreczku. Występowało sześć rodzajów takich ładunków, oznaczonych: 00, 0, 1, 2, 3, 4 oraz 5, przy czym ładunek 00 był najsilniejszy. Ładunek sporządzano z różnych rodzajów prochu.
Zgodnie z polskimi normami w roku 1939 mobilizacyjna jednostka ognia (JO) na jedną haubicę wz. 1917 wynosiła:
- Granaty:
  - granaty stalowe wz. 1914 – 18 sztuk,
  - granaty stalosurówkowe wz. 1915 – 6 sztuk.
- Zapalniki:
  - zapalniki uderzeniowe natychmiastowe RYG wz. 1918 – 7 sztuk,
  - zapalniki uderzeniowe z krótką zwłoką wz. 99/15 – 11 sztuk,
  - zapalniki uderzeniowe z długą zwłoka wz. 99/15 – 14 sztuk,
  - zapalniki podwójnego zadziałania L.D. wz. 17 – 4 sztuki.
- Ładunki prochowe:
  - z prochu BG5 – 19 sztuk,
  - z prochu BSP lub US3 – 10 sztuk,
- Zapłonniki wz. 1906 – 29 sztuk.

## Użytkownicy i zastosowanie bojowe

### Francja
Haubica mle 1917 weszła na wyposażenie armii francuskiej w roku 1917 jako Canon de 155 C, mle 1917 Schneider. Haubica ta była jednym z głównych dział artylerii francuskiej podczas I wojny światowej. Po jej zakończeniu w 1918 roku haubic mle 1917 nie wycofano i nadal stanowiły podstawowy sprzęt francuskiej artylerii ciężkiej. W chwili niemieckiego ataku na Francję w roku 1940 w pierwszej linii znajdowało się ok. 2000 haubic mle 1917. Część z tych dział znajdujących się na wyposażeniu armii francuskiej poprzez wymianę kół dostosowano do trakcji motorowej. Po upadku Francji dużą liczbę dział przejęli Niemcy.

### Stany Zjednoczone
Stany Zjednoczone były drugim po Francji głównym użytkownikiem haubic mle 1917. Pod koniec XIX wieku w Stanach Zjednoczonych powoli rozwijano produkcję krajowego uzbrojenia, czasem wspierając się zakupami zagranicznymi. W roku 1893 do uzbrojenia przyjęto nową haubice M1890.
W roku 1917, w chwili przystąpienia Stanów Zjednoczonych do I wojny światowej wyszły na jaw poważne braki w uzbrojeniu armii amerykańskiej. Wobec tego postanowiono zakupić niezbędne uzbrojenie od Francji. W tym samym roku zakupiono m.in. haubice kal. 155 mm mle 1917 wraz z licencją produkcyjną. Haubice te oznaczono jako M1917 i M1917A1. Znalazły się one wyposażeniu Amerykańskiego Korpusu Ekspedycyjnego, który w latach 1917–1918 walczył we Europie.
W czasie produkcji licencyjnej haubic mle 1917 w Stanach Zjednoczonych wprowadzono pewne modyfikacje w porównaniu do oryginału (m.in. inna tarcza ochronna, zmiany w konstrukcji zamka). Tak zmodyfikowane haubice otrzymały oznaczenie M1918.
Po zakończeniu I wojny światowej haubice M1917 i M1918 dalej pozostały na wyposażeniu armii amerykańskiej. Zastąpiły je dopiero haubice M1 wprowadzone w roku 1941.

### Polska

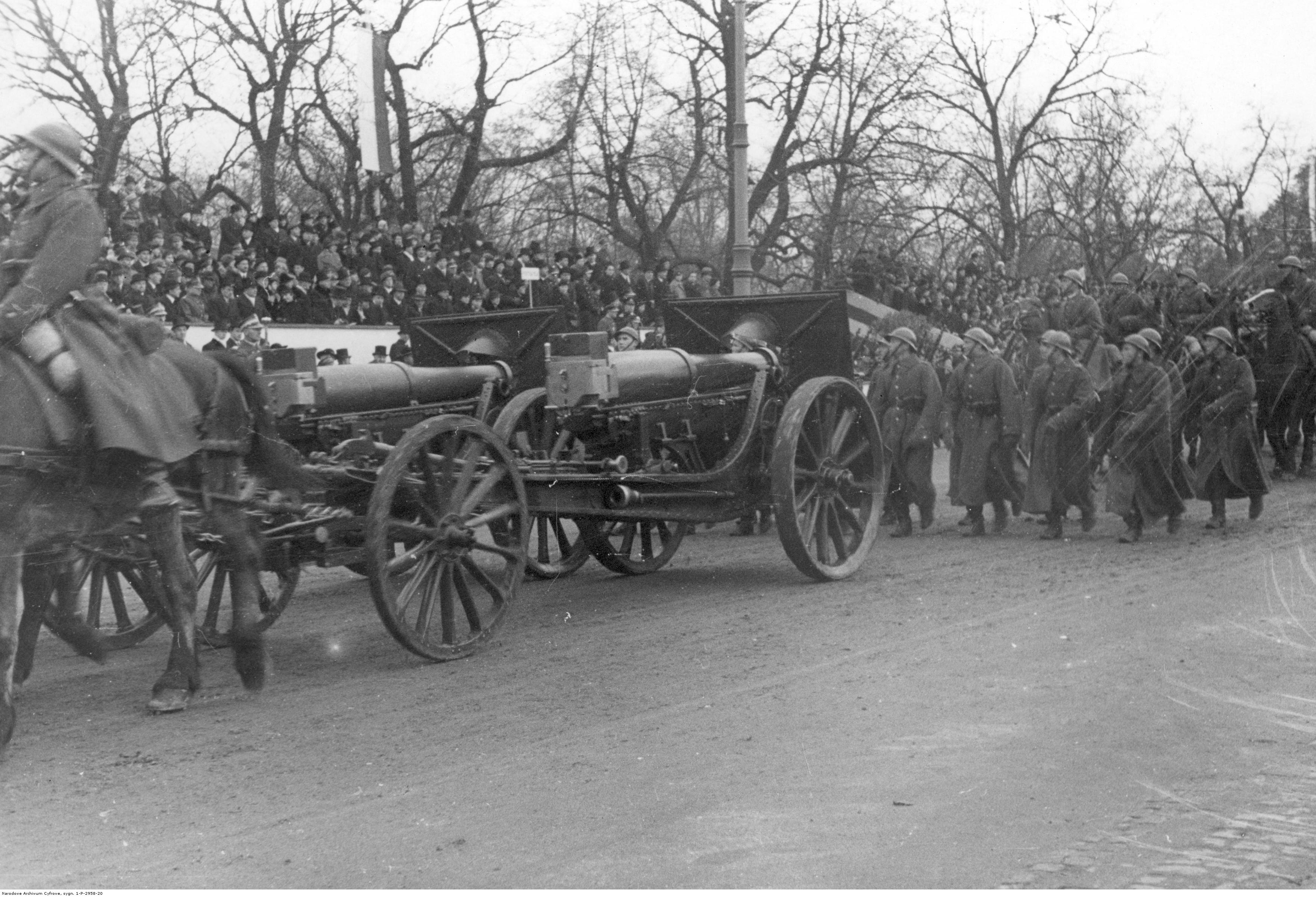
Haubica wz. 1917 na defiladzie z okazji Święta Niepodległości w Warszawie w 1936 r.

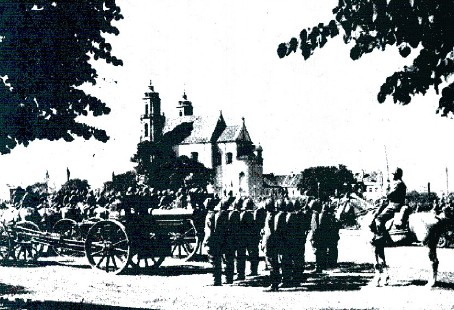
Haubica wz. 1917 przed defiladą 15 sierpnia 1939 w Wilnie

Pierwsze haubice mle 1917 trafiły do Polski z Francji wraz z Armią Hallera w roku 1919. Armia Hallera dysponowała 48 haubicami i te działa w roku 1919 weszły na wyposażenie tworzącego się Wojska Polskiego pod oznaczeniem 155 mm haubica wz. 1917. Po wybuchu wojny polsko-bolszewickiej zakupiono we Francji następne egzemplarze tak, że według danych na 1 października 1920 roku Polska dysponowała 206 haubicami wz. 1917.
W latach 20. XX wieku, po zakończeniu wojny polsko-bolszewickiej, kiedy przystąpiono do ujednolicenia sprzętu, zdecydowano się na zakup kolejnych 43 haubic wz. 1917. Następnie dokupiono jeszcze 47 sztuk w latach 30. XX wieku, tak że 4 marca 1935 roku na stanie Wojska Polskiego było 298 haubic wz. 1917. W tym samym czasie postanowiono zakupić licencję na produkcję haubic mle 1917 w Polsce, w Zakładach Starachowickich. Do wybuchu wojny powstały tam 44 haubice.
W okresie międzywojennym podstawowym użytkownikiem haubic wz. 1917 było dziesięć pułków artylerii ciężkiej (1., 2., 3., 4., 5., 6., 7. 8., 9. i 10. pac). W okresie pokoju większość pułków artylerii ciężkiej składała się z trzech dywizjonów, a każdy z nich miał na wyposażeniu po dwie baterie liczące 4 działa kalibru 105 mm i haubic kalibru 155 mm. Wyjątkiem był 1 pac, gdzie w jednym dywizjonie znajdowały się dwie baterie armat 120 mm, a w dwóch pozostałych dywizjonach były haubice 155 mm oraz 3 pac, który miał trzy baterie armat i jedną haubic 155 mm. Ponadto 7 pac miał dwie baterie armat i trzy haubic, zaś 8 pac jedną baterię armat i trzy haubic wz. 1917. Poza tym haubice te znajdowały się także na wyposażeniu szkół artylerii.

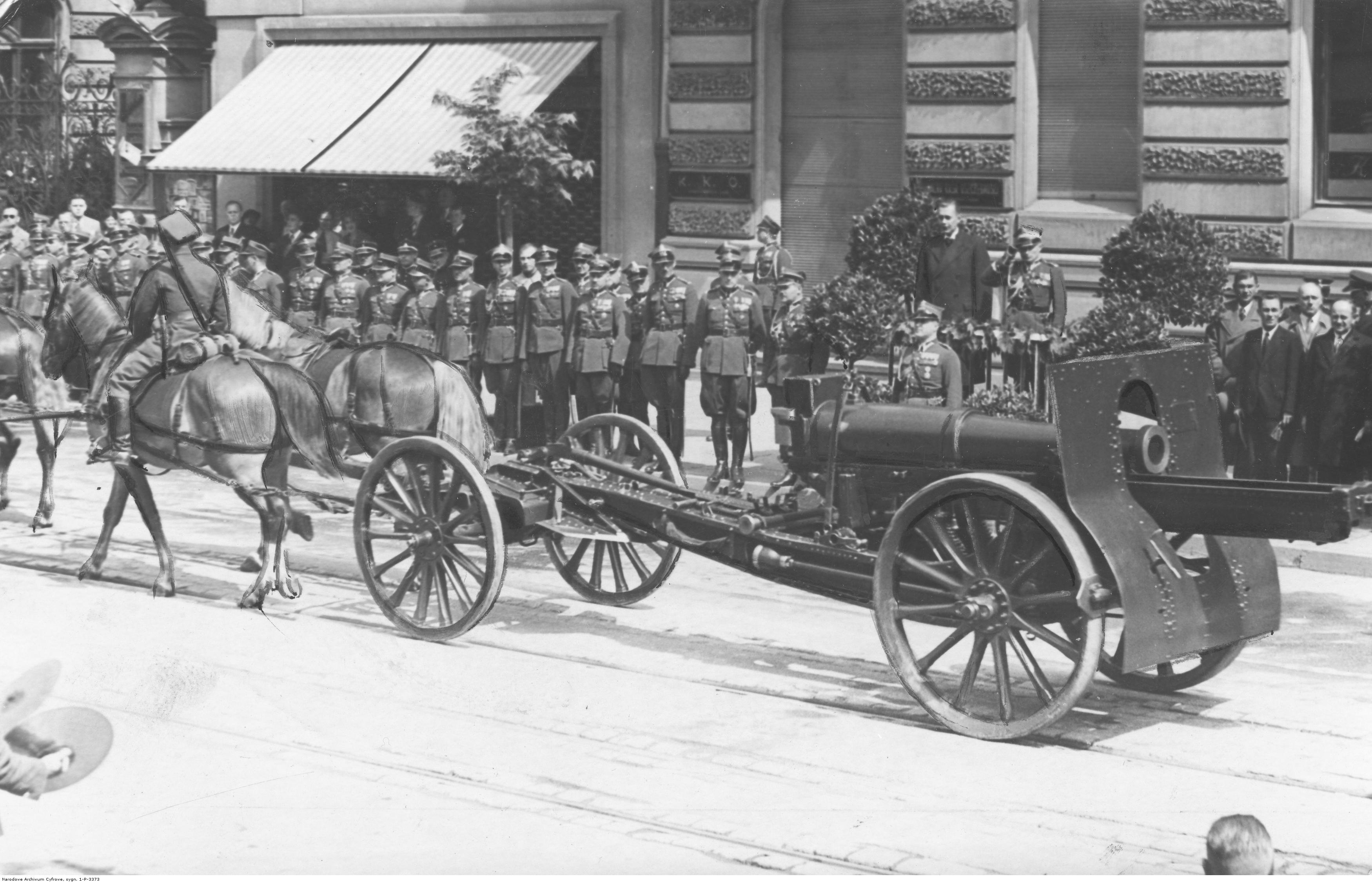
Haubica wz. 1917 na uroczystości Święta Żołnierza w Łodzi z okazji rocznicy Bitwy Warszawskiej, 1936

W Polsce prowadzono też prace nad zmotoryzowaniem haubic wz. 1917. Jedna haubica (o nr. 284) została wyposażona w pneumatyczne koła typu DS i w końcu 1937 roku poddano ją testom. Podczas nich działo pomyślne przebyło 2670 km w urozmaiconym terenie. Średnia prędkość wynosiła 22 km/h, maksymalna zaś 40-45 km/h. Do holowania haubicy użyto ciągnika artyleryjskiego Latil M2TL6. Ponadto haubice wz. 1917 w latach 1931–1935 znajdowały się na wyposażeniu 1 Pułku Artylerii Motorowej, gdzie do ich transportu służyły ciągniki Citroën-Kégresse C6P14 oraz wrotki artyleryjskie. Później w 1 pam zastąpiły je haubice 100 mm.
W marcu 1939 roku w związku z napiętą sytuacją międzynarodową w jednostkach artylerii rozpoczęto przechodzenie na organizację wojenną. Zgodnie z nią każdy pułk artylerii ciężkiej miał dzielić się na dwa dywizjony, z czego pierwszy miał być wyposażony w 12 armat 105 mm i 12 haubic 155 mm. Dodatkowo wystawiały one dywizyjne i samodzielne dywizjony artylerii ciężkiej. Wyjątkiem były 8 i 10 pac, które po zmobilizowaniu dywizjonów artylerii ciężkiej miały ulec rozwiązaniu. Łącznie wystawiono 8 pac, 30 dywizjonów artylerii ciężkiej dla 30 dywizji piechoty i 4 samodzielne dac (wyposażone w trzy baterie haubic 155 mm). W momencie wybuchu wojny, we wrześniu 1939 roku na wyposażeniu Wojska Polskiego znajdowało się 341 haubic wz. 1917. W pierwszej linii wystawiono 234 haubice wz. 1917, zaś 44 egzemplarzy znalazło się w Ośrodkach Zapasowych, a pozostałe 62 sztuk wykorzystano do szkolenia oraz jako rezerwę mobilizacyjną.
Podczas kampanii wrześniowej haubice wz. 1917 wykorzystywano do prowadzenia ognia nękającego, niszczenia i paraliżowania kolumn wroga na drogach, a także w roli broni przeciwpancernej. Po zakończeniu działań wojennych wiele polskich haubic wz. 1917 dostało się w ręce niemieckie. Część z nich przyjęto do służby w Wehrmachcie, zaś część sprzedano m.in. Finlandii. 111 haubic wz. 1917 zdobyła też Armia Czerwona. Duża część ze zdobytych dział pochodziła z ośrodków zapasowych.
W roku 1940 haubice mle 1917 ponownie trafiły na wyposażenie polskich jednostek, podczas formowania Wojska Polskiego we Francji. Stanowiły one podstawowe wyposażenie 1 Pomorskiego Pułku Artylerii Ciężkiej oraz 2 Modlińskiego Pułku Artylerii Ciężkiej.

### Rosja/ZSRR

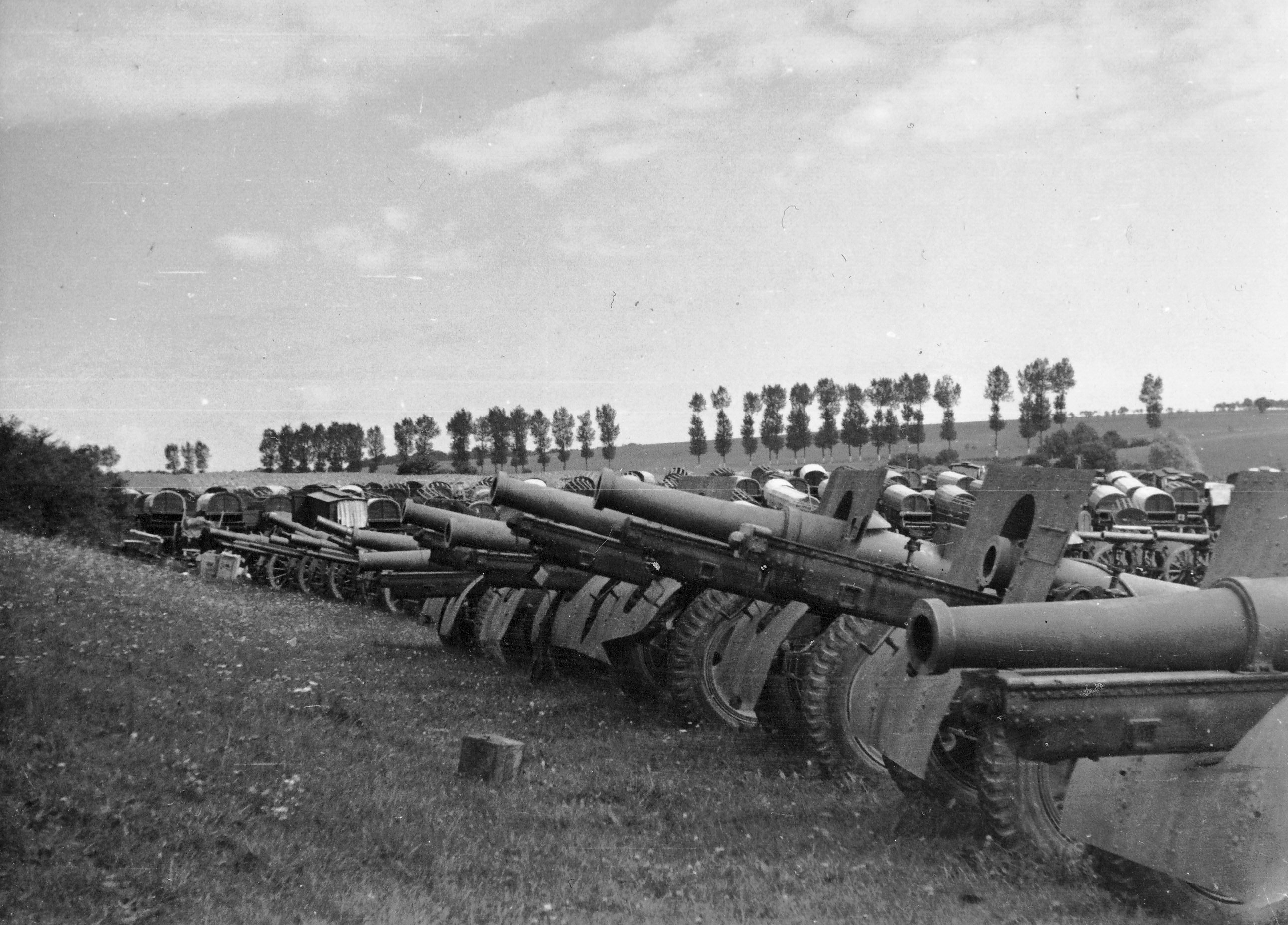
Zdobyte przez Niemców haubice mle 1917. Rok 1941.

Pewna liczba haubic mle 1917 znalazła się także na wyposażeniu wojsk carskiej Rosji, gdzie produkowano już pokrewne haubice wz. 1909 kal. 152 mm. Rosyjskie haubice mle 1917 zostały przekalibrowane do rosyjskiego kalibru 152 mm. Później trafiły one też na wyposażenie bolszewików, gdzie otrzymały oznaczenie 152 – 17S.

### III Rzesza
W posiadanie znacznej liczby haubic mle 1917 weszły także Niemcy w czasie II wojny światowej. Były to egzemplarze zdobyte w czasie kampanii w Polsce, w Belgii oraz we Francji. Część z nich przyjęto na wyposażenie Wehrmachtu pod oznaczeniem 15,5 cm sFH 17(p) (działa zdobyte w Polsce), 15,5 cm sFH 413(b) (działa zdobyte w Belgii) oraz 15,5 cm sFH 414(f) (działa zdobyte we Francji). Wykorzystywała je artyleria polowa, ale także i nabrzeżna rozmieszczona w Normandii i Norwegii. Ponadto, w roku 1943 po kapitulacji Włoch Niemcy przejęli dużą ilość sprzętu włoskiego, w tym włoskie haubice mle 1917 (oznaczenie włoskie Obice da 155/14 PB). Wprowadzono je potem na uzbrojenie Wehrmachtu pod oznaczeniem 15,5 cm sFH 414(i).
Część zdobytych haubic odsprzedano sojusznikom, m.in. Finlandii.

### Finlandia

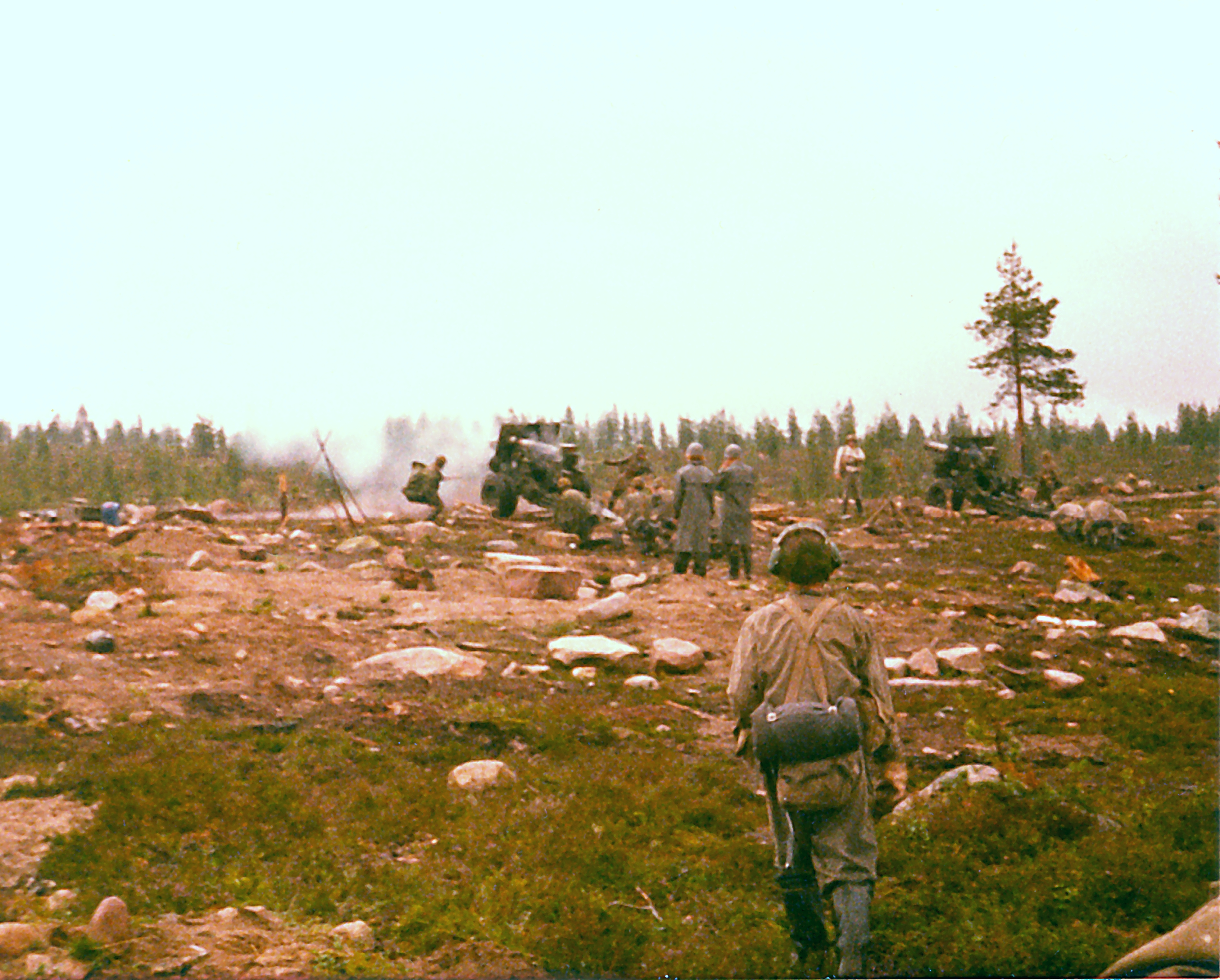
Fińska haubica 152 H/17 na poligonie. Rok 1981.

W roku 1924 do Finlandii dostarczono cztery haubice mle 1915, a w kolejnych latach osiem haubic mle 1917. Były to działa w kalibrze rosyjskim (152 mm) i wykorzystywano je pod oznaczeniem, kolejno: 152 H/15 i 152 H/17. Po wybuchu II wojny światowej zakupiono od Niemców kolejne haubice tego typu. W roku 1940 zakupiono 20 sztuk, w 1941 – 127 sztuk, zaś w 1944 – cztery.
Armia fińska używała haubic mle 1915 i mle 1917 podczas wojny zimowej, kiedy oddano z nich 5403 strzały, a później także podczas wojny kontynuacyjnej, kiedy znajdowały się na uzbrojeniu pięciu dywizjonów artylerii ciężkiej i ośmiu pułków artylerii polowej. Podczas wojny kontynuacyjnej oddano łącznie 217 644 strzały.
Fińscy artylerzyści bardzo chwalili sobie te działa, jednakże z powodu ostrego klimatu w Finlandii częste były awarie oporopowrotników. Ponadto fińskie haubice wyposażano w specjalne sanki umożliwiające holowanie w wysokim śniegu. Działa te wykorzystywano w Finlandii aż do lat 80. XX wieku. W latach 60. XX wieku wyposażono je w zdwojone koła z oponami.

### Argentyna
Użytkownikiem francuskich haubic kal. 155 mm była też armia argentyńska. W roku 1928 Argentyna zakupiła specjalną, górską wersję haubicy mle 1917. Była ona dostosowana do rozkładania w celach transportowych. Otrzymała oznaczenie Obús calibre 155 mm L 15 modelo 1928 Schneider.